# وطن (مصطلح)
تسمية الوطن العربي جائت من كلمتين عربيتين هما; الوطن التي تشير إلى الأرض الاباء والأجداد والأمة وكلمة عربي عرق الأجداد الذين سكنوها والأبناء الذين يسكونها الآن كما تشير بشكل واضح إلى لغة هؤلاء القوم. لعب مصطلح الوطن العربي في حياة السياسية العربية في القرنين العشرين والواحد والعشرين دورا كبيرا خصوصا مع صعود القوميين العرب مثل أنطون سعادة مؤسس الحزب السوري القومي. الاسم يشير إلى جميع الدول العربية العضو في جامعة الدول العربية. يؤمن القوميون العرب بأن الشعب العربي شعب واحد تجمعه الثقافة والتاريخ والجغرافيا والمصالح وبأن دولة عربية واحدة ستقوم لتجمع العرب ضمن حدودها من المحيط إلى الخليج.